# Yelets
Yelets (tiếng Nga: Елец) là một thành phố Nga. Thành phố này thuộc chủ thể Lipetsk Oblast. Thành phố có dân số 116.726 người (theo điều tra dân số năm 2002). Đây là thành phố lớn thứ 138 của Nga theo dân số năm 2002.